# Сивоопаш водобегач
Сивоопаш водобегач (Tringa brevipes) е вид птица от семейство Бекасови (Scolopacidae).

## Разпространение
Видът е разпространен в Австралия, Бангладеш, Бруней, Вануату, Виетнам, Гуам, Индонезия, Източен Тимор, Китай, Малайзия, Маршалови острови, Микронезия, Монголия, Малки далечни острови на САЩ, Науру, Нова Каледония, Нова Зеландия, Остров Рождество, Палау, Папуа Нова Гвинея, Русия, Северна Корея, Северни Мариански острови, Сингапур, Соломоновите острови, САЩ, Тайланд, Тувалу, Филипините, Южна Корея и Япония.